# Saint-Théodore d'Acton
Saint-Théodore d'Acton is een gemeente in de Canadese provincie Québec. De gemeente is in 1864 opgericht en heeft 1.471 inwoners (peildatum 2011) Naburige steden zijn Lefevre, Saint-Nazaire-d'Acton, Acton Vale, Wickham, en Upton.
De burgemeester is Christian Rohlfs.